# 邓鸿森
邓鸿森（1972年—，英語：Daren Tang Heng Shim）是总部位于瑞士日内瓦的联合国組織世界知识产权组织的第五任总干事。他还擔任過国际植物新品种保护联盟的秘书长、新加坡知识产权局负责人和新加坡政府的贸易律师。